# Monanchora stocki
Monanchora stocki är en svampdjursart som beskrevs av van Soest 1990. Monanchora stocki ingår i släktet Monanchora och familjen Crambeidae. Inga underarter finns listade i Catalogue of Life.